# Герхард II (Юлихгау)
Герхард II (на френски: Gérard II de Juliers; на немски: Gerhard II, † ок. 1081) от Дом Юлих е граф в Юлихгау (Pagus Juliacensis) в Долна Лотарингия през 1029 – 1081 г.

## Произход
Той е син на Еверхрд († ок. 1051) и внук на граф Герхард I от Юлихгау († 1029). След смъртта на дядо му през 1029 г. той го наследява като граф в Юлихгау.

## Деца
- Герхард I (III) († 1114), наследява баща си и започва да се нарича граф на Юлих (comes de Julicho).